# Gottfried von Eulenburg
Gottfried von Eulenburg, auch Gottfried zu Eylenburg (* 10. August 1598 in Gallingen; † 9. November 1660) war ein preußischer Staatsmann.

## Leben

### Herkunft und Familie
Gottfried war Angehöriger der preußischen Linie Gallingen der Herren zu Eylenburg. Seine Eltern waren Botho XIII. zu Eylenburg (1549–1629) und Elisabeth, geborene Truchsess zu Waldburg-Capustigall aus dem Hause Wildenhof († 1611). Gottfried vermählte sich 1635 mit Katharina von Heydeck (1614–1644). Aus der Ehe ging der Sohn Botho Friedrich hervor der jedoch 1657 an der Pest verstarb.
Zur Unterscheidung von Gottfried dem Älteren zu Eulenburg († nach 1652) auf Orlau und Tolksdorf, dem Hauptmann zu Rastenburg, wurde Gottfried 1649 auch als der Jüngere urkundlich genannt. Augenscheinlich werden aber beide Personen in der Literatur vermengt. Noch weiterhin wird er des Öfteren in der Literatur als Freiherr tituliert. Die preußischen Freiherren zu Eulenburg auf Gallingen erhielten jedoch erst 1709 ihre dahingehende Nobilitierung.

### Werdegang
Eulenburg war Erbherr auf Gallingen, Kinkheim und Pletnick, sowie weiteren Landgütern. Er war Landrat und Amtshauptmann zu Brandenburg. Am 14. November 1653 avancierte er zum Oberrat und hatte auch die Würde des Oberburggrafen inne. Seit dem 10. Februar 1654 war er Landhofmeister im Herzogtum Preußen und soll ebd. auch Kanzler gewesen sein. 1659 wurde er von seinen Ämtern emeritiert. Er wurde in Gallingen begraben.